# Solignac-sur-Loire
Solignac-sur-Loire ist eine französische Gemeinde mit 1286 Einwohnern (Stand 1. Januar 2022) im Département Haute-Loire in der Region Auvergne-Rhône-Alpes.
Der Ort gehört zum Kanton Velay volcanique.

## Geografie
Der Ort liegt auf einem Plateau in geringer Entfernung zum Oberlauf der Loire.

## Bevölkerungsentwicklung
| Jahr                       | 1962 | 1968 | 1975 | 1982 | 1990 | 1999 | 2008 | 2017 |
| Einwohner                  | 804  | 793  | 801  | 937  | 1029 | 1058 | 1188 | 1270 |
| Quellen: Cassini und INSEE |      |      |      |      |      |      |      |      |

## Sehenswürdigkeiten
- Romanische Kirche Saint-Vincent (12. Jahrhundert)
- Cascade de la Beaume

Der Fluss Beaume stürzt über die Klippe des Plateaus
in das Loiretal hinunter und bildet einen 27 Meter hohen Wasserfall.